# Ansitz Tierburg

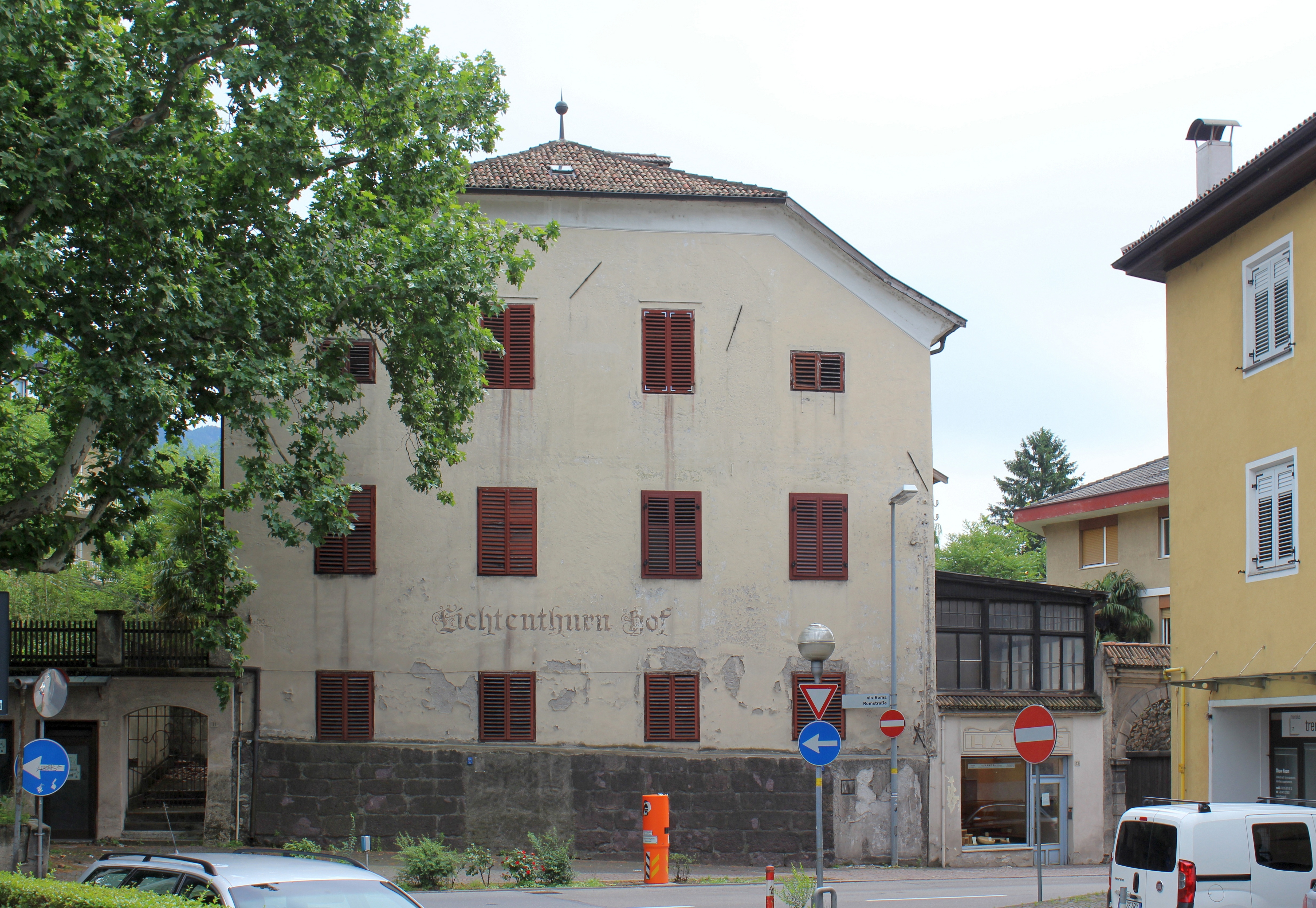
Ansitz Tierburg in Meran

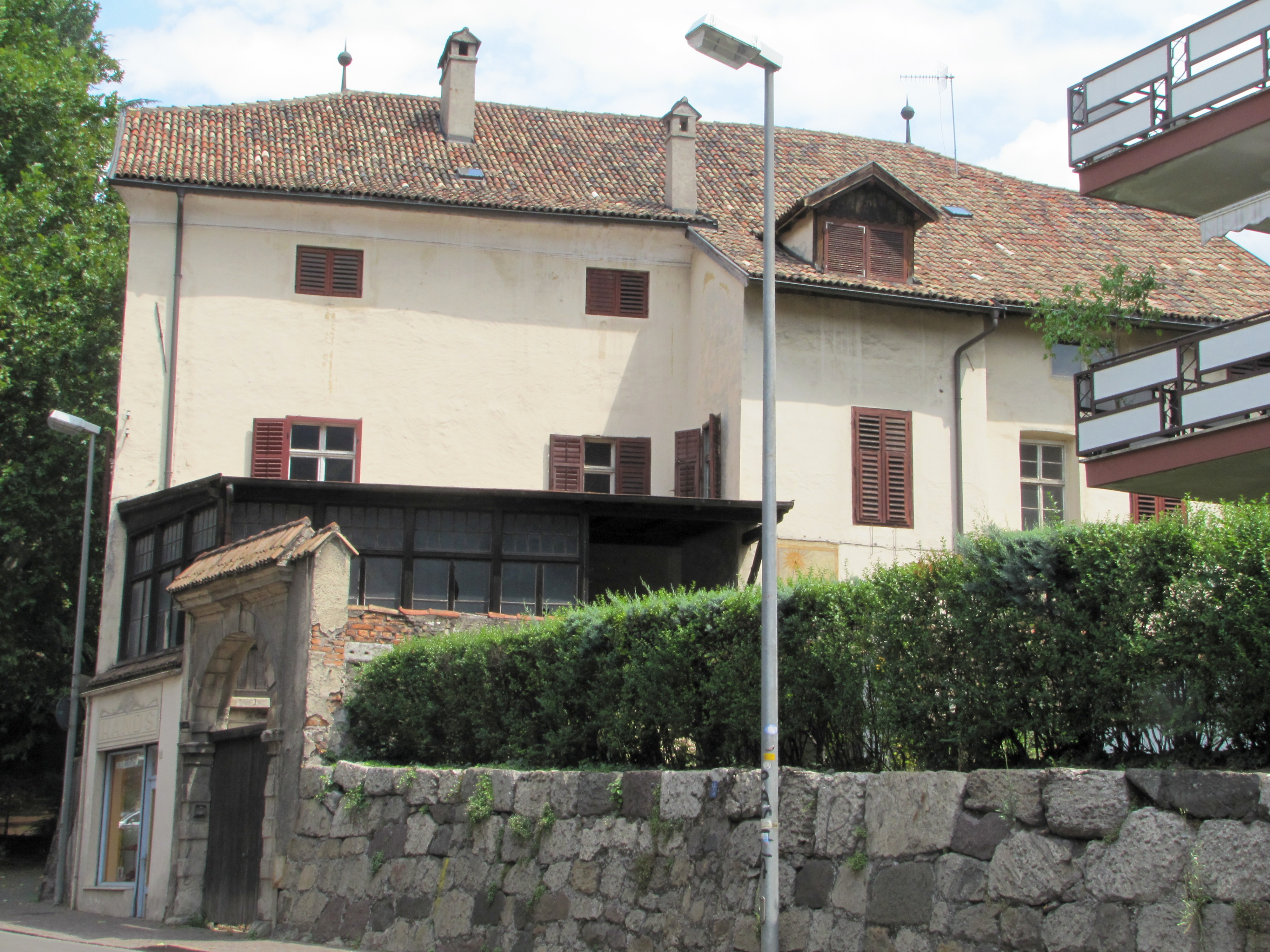
Seitenansicht

Ansitz Tierburg-Lichtenthurn ist ein alter Edelsitz in Untermais, einem Ortsteil von Meran in Südtirol. Er ist zu unterscheiden von dem Ansitz Thierburg in Fritzens in Tirol.

## Geschichte
Ursprünglich soll sich bei dem Platz um ein Wildgehege, daher Tiergarten, der Grafen von Tirol gehandelt haben, der in einen oberen und unteren Tiergarten aufgeteilt wurde. 1394 ist das Grundstück „oberer Thiergarten“ erstmals erwähnt. Nach dem Historiker Josef Tarneller handelte es sich um den alten Ansitz Angerheim, welcher im 13. Jahrhundert im Besitz der Herren von Angerheim, einem Zweig der Herren von Partschins gewesen war. Georg von Angerheim tauschte den Besitz 1341 mit den Grafen von Görz-Tirol. Neu erbaut wurde das Anwesen im 16. Jahrhundert von den Edlen von Hohenhauser, Gerichtsherren von Greifenstein und Mölten. Zu Gunsten des Hofkammerrates Ulrich Hohenhauser erhob 1590 der Tiroler Landesfürst Erzherzog Ferdinand von Österreich-Tirol den Wohnsitz „Tierburg“ zum Adelssitz. 1698 besaß Oberstwachtmeister Dominicus Hohenhauser den Freisitz, welcher 1703 von protestierenden Bauern ermordet wurde. 1720 starb die Familie mit Josef Anton Gottlieb Freiherr von Hohenhauser aus, worauf als Eigentümer die Freiherren von Manikor folgten. Mitte des 18. Jahrhunderts wurden Aus- und Umbauarbeiten durchgeführt. Nach deren Aussterben gelangte der Ansitz 1790 durch Erbwegen an die Grafen Hendl von Kastelbell. Schließlich verkauften ihn im 19. Jahrhundert die Freiherren von Lichtenthurn, nach denen der Ansitz seither auch „Tierburg-Lichtenthurn“ genannt wurde, an einen Bauern. Am 20. Juni 1980 stellte ihn das Südtiroler Landesdenkmalamt unter Schutz.